# Zmarli w roku 1946
Lista osób zmarłych w 1946:

## styczeń 1946
- 6 stycznia – Adolph de Meyer, fotograf, pionier fotografii mody (ur. 1868)
- 7 stycznia:
  - Adam Didur, polski śpiewak operowy, dyrektor i organizator Opery Śląskiej w Bytomiu (ur. 1874)
  - Stanisław Kutrzeba, polski historyk prawa, prezes Polskiej Akademii Umiejętności (ur. 1876)
- 18 stycznia – Feliks Nowowiejski, polski kompozytor (ur. 1877)
- 29 stycznia – Bolesława Lament, polska zakonnica, założycielka Misjonarek Świętej Rodziny, błogosławiona katolicka (ur. 1862)

## luty 1946
- 23 lutego – Frederick Ludwig Hoffman – amerykański statystyk (ur. 1865)
- 27 lutego – Harry Edwin Wood, południowoafrykański astronom (ur. 1881)
- 28 lutego – Józef Oppenheim, polski narciarz, taternik, ratownik górski, wieloletni kierownik TOPR (ur. 1887)

## marzec 1946
- 4 marca – Daniel Dajani, albański jezuita, męczennik, błogosławiony katolicki (ur. 1906)
- 8 marca – Frederic William Lanchester, brytyjski inżynier i konstruktor samochodów (ur. 1868)
- 10 marca – Karl Haushofer, niemiecki generał, geograf i geopolityk (ur. 1869)
- 12 marca – Ferenc Szálasi, węgierski polityk, przywódca Węgier, kolaborant III Rzeszy (ur. 1897)
- 22 marca – Klemens August von Galen, niemiecki biskup katolicki, kardynał, błogosławiony (ur. 1878)
- 23 marca – Gilbert Newton Lewis, amerykański fizykochemik, twórca teorii wiązań kowalencyjnych, teorii kwasów i zasad i pojęcia foton (ur. 1875)
- 24 marca:
  - Aleksandr Alechin (ros. Александр Александрович Алехин), rosyjski szachista, mistrz świata (ur. 1892)
  - Christian Jebe, norweski żeglarz, medalista olimpijski (ur. 1876)
- 26 marca – Mateusz Manterys, polski działacz społeczny, polityk (ur. 1872)
- 3 kwietnia – Thomas F.Dixon Junior, amerykański pisarz i scenarzysta (ur. 1864)

## kwiecień 1946
- 12 kwietnia – Marian Zyndram-Kościałkowski, polski polityk, premier (ur. 1892)
- 21 kwietnia – John Maynard Keynes, angielski ekonomista, twórca teorii interwencjonizmu państwowego (ur. 1883)
- 26 kwietnia – Louis Bachelier, francuski matematyk i ekonomista (ur. 1870)

## maj 1946
- 2 maja – Simon Flexner, amerykański bakteriolog i patolog (ur. 1863)

## czerwiec 1946
- 1 czerwca – Ion Antonescu, rumuński generał, polityk i dyktator (ur. 1882)
- 3 czerwca – Michaił Kalinin (ros. Михаил Иванович Калинин), radziecki polityk (ur. 1875)
- 6 czerwca – Gerhart Hauptmann, niemiecki dramaturg i powieściopisarz (ur. 1862)
- 8 czerwca – Cecylia Rozwadowska, polska porucznik AK (ur. 1903)
- 10 czerwca:
  - Jack Johnson, amerykański bokser (ur. 1878)
  - Eustachy Kugler, niemiecki bonifrater, błogosławiony katolicki (ur. 1867)
- 12 czerwca – Hisaichi Terauchi, japoński marszałek polny (ur. 1879)
- 16 czerwca – Harald Wallin, szwedzki żeglarz, medalista olimpijski (ur. 1887)
- 17 czerwca – Elvira Notari, włoska scenarzystka, reżyserka i producentka filmowa (ur. 1875)

## lipiec 1946
- 6 lipca – Ludwik Izierski, pułkownik audytor Wojska Polskiego (ur. 1873)
- 8 lipca:
  - Aleksandr Aleksandrow, kompozytor rosyjski (ur. 1883)
  - Józef Mehoffer, polski malarz i grafik (ur. 1869)
- 9 lipca – Bernard Fanning, nowozelandzki rugbysta (ur. 1874)
- 13 lipca – Alfred Stieglitz, amerykański fotografik (ur. 1864)
- 17 lipca – Dragoljub Mihailović, serbski generał, przywódca czetników (ur. 1893)
- 19 lipca – Alfons Tracki, niemiecki marysta, męczennik z Albanii, błogosławiony katolicki (ur. 1896)
- 27 lipca – Gertrude Stein, amerykańska powieściopisarka żydowskiego pochodzenia, poetka i feministka (ur. 1874)
- 28 lipca – Alfonsa Muttathupadathu, klaryska, pierwsza kanonizowana Hinduska, święta katolicka (ur. 1910)

## sierpień 1946
- 8 sierpnia – Eulogiusz [ros. Евлогий (Георгиевский)], rosyjski biskup prawosławny (ur. 1868)
- 9 sierpnia – Roman Górecki, generał brygady Wojska Polskiego, bankowiec (ur. 1889)
- 13 sierpnia – Herbert George Wells, brytyjski pisarz science fiction (ur. 1866)
- 17 sierpnia – Viktor Greschik, spiskoniemiecki botanik i historyk (ur. 1862)
- 28 sierpnia
  - Feliks Selmanowicz, zastępca dowódcy plutonu 5 Wileńskiej Brygady AK (ur. 1904)
  - Danuta Siedzikówna, sanitariuszka V Brygady Wileńskiej AK (ur. 1928)
- 30 sierpnia – Henryk Sucharski, polski dowódca wojskowy (ur. 1898)

## wrzesień 1946
- 4 września – Nobu Shirase, japoński oficer, badacz Antarktydy (ur. 1861)
- 9 września – Einar Torgersen, norweski żeglarz, medalista olimpijski (ur. 1886)
- 10 września – Robert Jacquinot de Besange, francuski jezuita (ur. 1878)
- 11 września – Franciszek Jan Bonifacio, włoski duchowny katolicki, męczennik, błogosławiony (ur. 1912)
- 13 września – Petter Larsen, norweski żeglarz, medalista olimpijski (ur. 1890)
- 16 września – Abraham Josef Sztybel, polsko-żydowski wydawca publikujący literaturę w języku hebrajskim (ur. 1884)

## październik 1946
- 2 października – Ignacy Mościcki, prezydent Polski 1926-1939 (ur. 1867)
- 5 października – Albert Marvelli, włoski działacz Akcji Katolickiej, błogosławiony (ur. 1918)
- 15 października – Hermann Göring, jeden z przywódców III Rzeszy (ur. 1893)
- 16 października:
  - Granville Bantock, angielski kompozytor (ur. 1868)
  - straceni w Norymberdze:
    - Hans Frank, pełnił rolę gubernatora Generalnego Gubernatorstwa na okupowanych terenach Polski (ur. 1900)
    - Wilhelm Frick, działacz narodowo socjalistyczny, zbrodniarz wojenny (ur. 1877)
    - Alfred Jodl, niemiecki generał, członek Sztabu Generalnego w Ministerstwie Reichswehry (ur. 1890)
    - Ernst Kaltenbrunner, szef Głównego Urzędu Bezpieczeństwa Rzeszy – RSHA (ur. 1903)
    - Wilhelm Keitel, niemiecki feldmarszałek (ur. 1882)
    - Joachim von Ribbentrop, minister spraw zagranicznych III Rzeszy (ur. 1893)
- 18 października – Rudolf Pilát, czeski taternik, alpinista, działacz wspinaczkowy i numizmatyk (ur. 1875)
- 21 października – Kornel Stodola, słowacki taternik i narciarz (ur. 1866)
- 29 października – Paweł Hulka-Laskowski, polski pisarz, tłumacz i publicysta (ur. 1881)

## listopad 1946
- 7 listopada – Julian Nowak, polski mikrobiolog i polityk, premier II RP (ur. 1865)
- 11 listopada:
  - Nikołaj Burdenko (ros. Николай Нилович Бурденко), rosyjski lekarz, przewodniczący komisji, której celem było wykazanie, że zbrodnia katyńska została popełniona przez Niemców (ur. 1876)
  - Egill Reimers, norweski żeglarz, medalista olimpijski (ur. 1878)
- 13 listopada – Edmund Thormählen, szwedzki żeglarz, medalista olimpijski (ur. 1865)
- 14 listopada – Manuel de Falla, hiszpański kompozytor (ur. 1876)

## grudzień 1946
- 6 grudnia – Maksimilian Sztajnberg, rosyjski kompozytor i pedagog (ur. 1883)
- 19 grudnia – Franciszka Ciemięgowa, polska działaczka narodowa i oświatowa (ur. 1882)[1]
- 24 grudnia – Leopold Okulicki, pseudonim Niedźwiadek, ostatni komendant Armii Krajowej (ur. 1898)
- 31 grudnia – Franz Ritter von Epp, niemiecki polityk, działacz nazistowski, namiestnik Bawarii (ur. 1868)

data dzienna nieznana: 
- Witalij Bajrak, bazylianin, męczennik, błogosławiony katolicki (ur. 1907)
- Franciszek Kajta, polski działacz socjalistyczny